# Chris Wreghitt
Chris Wreghitt (Malvern, 11 novembre 1958) è un ex ciclista su strada e ciclocrossista britannico, professionista dal 1983 al 1984.

## Carriera
Fu per cinque volte consecutive campione britannico di ciclocross Open, dal 1978 al 1982, e fece parte della nazionale britannica di ciclismo; nel 1982 partecipò anche ai campionati del mondo di Lanarvily, piazzandosi undicesimo nella gara Dilettanti. Ottenne negli stessi anni anche podi in gare Open in Svizzera, paese dove si era trasferito nel 1982.
Nella primavera 1983 fu vincitore del Gran Premio di Lugano, gara open su strada, battendo i professionisti svizzeri Erich Maechler e Gilbert Glaus, quest'ultimo campione nazionale in carica; nel prosieguo di stagione partecipò con la Nazionale britannica alla Corsa della Pace e al Giro di Svezia, concludendo sesto in quest'ultima corsa. Notato proprio in Svezia da Giancarlo Ferretti, direttore della Bianchi-Piaggio, passò professionista nel novembre 1983 con la formazione italiana, trasferendosi a Imola. Nel 1984 corse la Milano-Sanremo prima che un grave infortunio alla schiena rimediato al Tour de Romandie mettesse fine alla sua carriera.

## Palmarès

### Strada
- 1983 (GS Allegro-Puch)

Gran Premio di Lugano

### Ciclocross
- 1977-1978

Campionati britannici
- 1978-1979

Campionati britannici
- 1979-1980

Campionati britannici
- 1980-1981

Campionati britannici
- 1981-1982

Zürich-Waid Pro/Am
Campionati britannici